# فرودگاه بین‌المللی لوهانسک
فرودگاه بین‌المللی لوانز (به انگلیسی: Luhansk International Airport) یک فرودگاه همگانی با کد یاتا VSG است که یک باند فرود آسفالت بتن دارد و طول باند آن ۲۸۴۰ متر است. این فرودگاه در شهر لوهانسک کشور اوکراین قرار دارد و در ارتفاع ۱۹۴ متری از سطح دریا واقع شده است.